# Canon de marine de 4 pouces QF Mk I - III
Les canons de marine de 4 pouces QF Mk I, II et III (en anglais QF 4 inch Mk I, II, III naval gun, QF signifie quick-firing weapon, arme à tir rapide) sont des canons navals britannique introduits en 1895. Ils avaient tous des canons de 40 calibres de longueur.

## Service naval
Le canon était destiné à être une alternative plus puissante au canon de marine de 12 livres QF 12 cwt, et un remplacement plus rapide du canon de marine de 4 pouces BL Mk I - VI.
Il a été monté sur les navires suivants :
- Croiseurs protégés de troisième classe de classe Pelorus de 1896
- Sloops de classe Condor de 1898
- Sloops de classe Cadmus de 1900
- Croiseurs de troisième classe de classe Topaze, lancés en 1903
- Croiseurs de bataille de classe Invincible de 1906

Son obus de 25 livres (11 kg) s’est avéré insuffisamment puissant pour en faire une amélioration par rapport au canon de 12 livres. À partir de 1907, il fut remplacé dans sa classe sur les nouveaux navires de guerre par le canon de marine de 4 pouces BL Mk VIII, qui tirait un obus de 31 livres (14 kg).

## Canon de défense côtière
À partir de 1906, un certain nombre de canons Mk III ont été transférés de la Royal Navy pour être utilisés comme canons de défense côtière autour du Royaume-Uni, et sont restés en service jusqu’en 1939.
En 1918, trois canons étaient en service à la garnison de Douvres et huit à la garnison de Forth.

## Service terrestre durant la Première Guerre mondiale
Le 20 septembre 1914, le croiseur britannique HMS Pegasus est coulé par le SMS Königsberg dans le port de Zanzibar. Ses 8 canons de 4 pouces QF Mk III ont été récupérés et utilisés à terre lors de la campagne d'Afrique de l'Est. Certains ont été utilisés comme canons de défense côtière à Zanzibar et Mombasa. Deux canons (trois à partir du 11 février 1916) ont été utilisés par la 10e batterie lourde des Royal Marines, montés sur des affûts de campagne improvisés et remorqués par des camions Packard, soutenus par six camions REO transportant des munitions.

## Armes survivantes

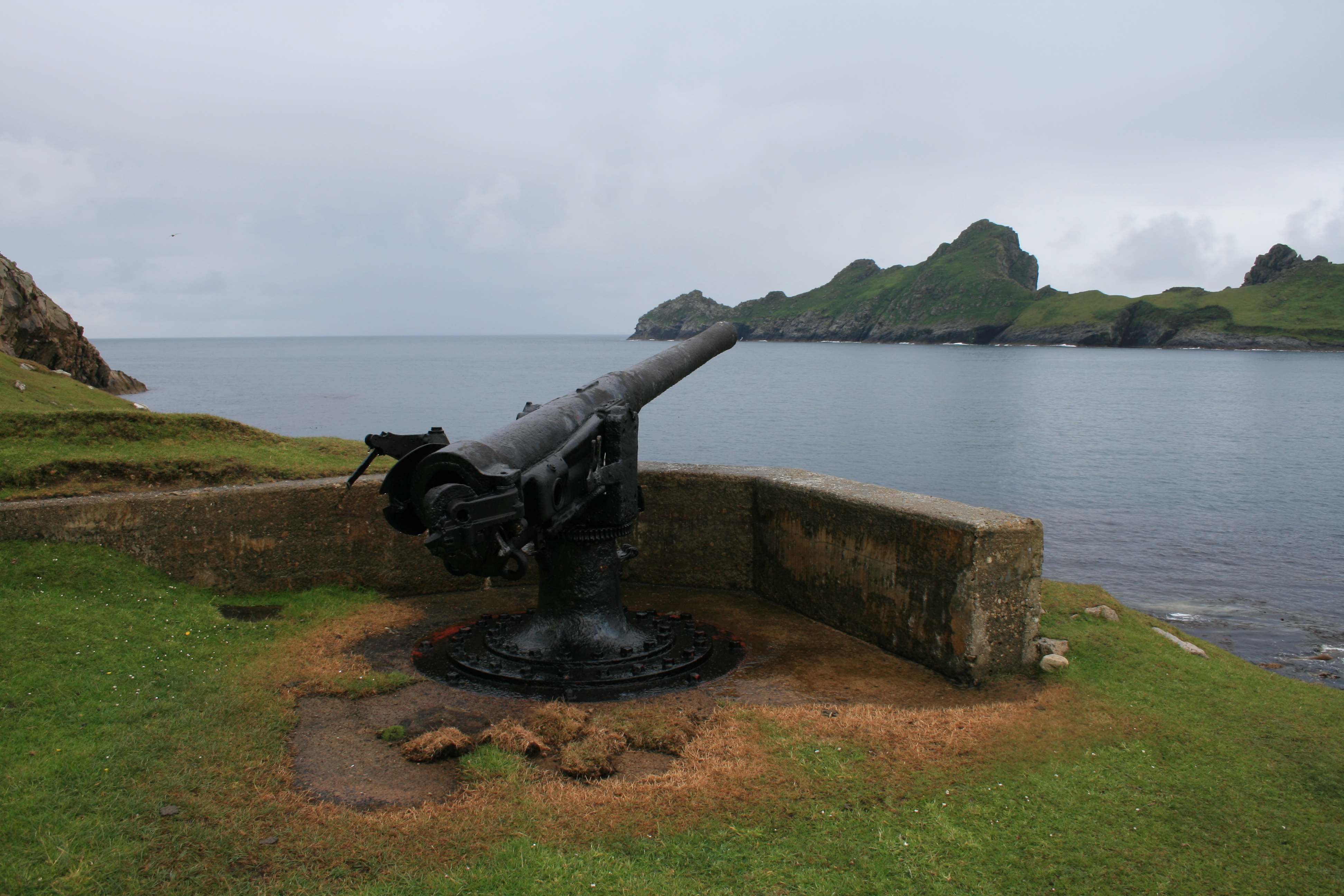
Le canon de 4 pouces QF sur Hirta en regardant vers Dùn.

- Un canon du HMS Pegasus utilisé dans la campagne terrestre de la Première Guerre mondiale se trouve à l’extérieur du Fort Jesus sur l’île de Mombasa, au Kenya, à côté de l’un des canons de 10,5 cm du SMS Königsberg[5].
- Un canon du HMAS Protector est exposé à l’extérieur de l’Elizabeth and Salisbury Navy Club à Elizabeth, en Australie-Méridionale.
- Un canon a été installé en 1918 sur l’île de Hirta dans l’archipel de Saint-Kilda, au nord-ouest de l’Écosse, après une attaque par le sous-marin allemand U-90.